# Saint-Martin-de-Lansuscle
Saint-Martin-de-Lansuscle este o comună în departamentul Lozère din sudul Franței. În 2009 avea o populație de 167 de locuitori.

## Evoluția populației
| An        | 1975 | 1982 | 1990 | 1999 | 2006 | 2009 |
| --------- | ---- | ---- | ---- | ---- | ---- | ---- |
| Populație | 108  | 99   | 102  | 141  | 137  | 167  |